# Ташкурган (Афганистан)
Ташкурган (узб. Toshqoʻrgʻon) — город на севере Афганистана, в провинции Балх. Административный центр района Хульм (Хольм).
Название переводится с узбекского как «каменная крепость». Другое название города на дари — Хульм (Хольм) (перс. خلم‎).
Город расположен на южной окраине Бактрийской равнины у северных предгорий Гиндукуша. Через город протекает берущая начало в горах река Саманган, которая выходя на равнину в черте города, разбивается на множество искусственно созданных оросительных каналов. В 60 километрах на запад расположен г. Мазари-Шариф, административный центр провинции Балх. В 60 километрах по дороге на юго-восток находится город Айбак, административный центр провинции Саманган, к которой ранее относился Ташкурган. Дорога на Айбак проходит через узкое ущелье реки Саманган с высокими скалистыми стенами, которое у советских военнослужащих в 80-е годы носило название «Македонское ущелье».

## История
Во второй половине XVIII века войска Ахмад-шаха Дуррани, основателя Дурранийской империи, разрушили город Хульм, который был столицей Хульмского ханства. Весной 1769 года в южной части долины реки Саманган был основан новый город Ташкурган, приблизительно в 3—5 километрах южнее разрушенного Хульма, жители которого были переселены на новое место проживания. Основание Ташкургана произошло в период завоевательных походов Дуррани на города Меймене, Балх, Андхой и Шибирган. Узбекские беки, включая представителей хульмской династии признали своё поражение и приняли подданство Дуррани. Хульмские ханы правили в городе до второй половины XIX века. Одним из известных представителей являлся Мухаммад Мурад-бек (1817-49), при котором в Ташкургане были возведены многие постройки, частично дошедшие до нашего времени. Благодаря своему месторасположению на пути прохождения торговых караванов из Индии в Россию, город был хорошо развит.
В первой половине XIX века Ташкурган входил во владения Кундузского ханства. В 1841 году столица Кундузского ханства перешла в Ташкурган. В 1845 году произошёл раскол ханства большая восточная часть которого осталась за правителями восседавшими в городе Кундуз. Таким образом, Ташкурган стал столицей небольшого независимого государства.
В 1859 году весь Северный Афганистан оказался под властью афганского эмира Доста Мухаммеда. После объединения отдельных мелких государств, значение Ташкургана стало падать. Административным и политическим центром Северного Афганистана стал Мазари-Шариф.
В 1960-х годах при помощи СССР была построена асфальтированная автомобильная дорога от Кабула до Мазари-Шарифа, проходящая через Ташкурган, что позволило сократить время поездки с двух недель до 8—9 часов.
На 1966 год в городе проживало около 30 000 человек. В городе имелись предприятия по производству муки, первичной обработке хлопка, изготовлению ковров и ремесленные мастерские. На тот момент он был торгово-транспортным центром расположенным в оазисе, орошаемого рекой Хульм (Саманган).
В 1980-е годы Ташкурган находился на дороге связывающей советский приграничный город Термез с Кабулом. По этой дороге шло основное снабжение частей и соединений ОКСВА и правительственных войск ДРА, поставка различных военных и гражданских грузов, горюче-смазочных материалов и продовольствия для поддержки кабульского режима. На окраине города был дислоцирован крупный гарнизон советских войск основу которого составлял 122-й мотострелковый полк 201-й мотострелковой дивизии. В годы афганской войны сам город и его окрестности часто становились ареной боевых действий советских войск и правительственных войск ДРА с отрядами моджахедов.
После вывода советских войск город неоднократно переходил из рук Северного альянса в руки Талибана.
В 2014 году канадская компания Appleton Consulting Incorporated совместно со своим партнёром CANARAIL, специализирующаяся в проектах по развитию железнодорожного транспорта, при финансировании Азиатским банком развития приступили к расширению сети железнодорожных дорог в Афганистане. Согласно проекту железная дорога должна связать Ташкурган через Кундуз с речным портом Шерхан-Бандар на Амударье, на границе с Таджикистаном.

## Достопримечательности Ташкургана
На южной окраине Ташкургана расположен дворцовый комплекс Баги Джахан нама (англ. Bagh-e-Jahan nama), который был построен в 1889—1892 годах в период правления эмира Абдур-Рахмана. Дворец расположен возле автомобильной дороги соединяющей Термез и Кабул. Представлял собой резиденцию для остановок шаха Афганистана во время поездок в северные провинции. Дворец выполнен в стиле могольских резиденций с наличием бассейна и садом. Во времена правления принца Дауда 1974—1976 годов дворцовый комплекс был восстановлен. В 1976 году здание пострадало в результате землетрясения.
В 1980-е годы во дворце дислоцировалась мотоманёвренная группа пограничных войск КГБ СССР.